# Ambasada Francji w Warszawie

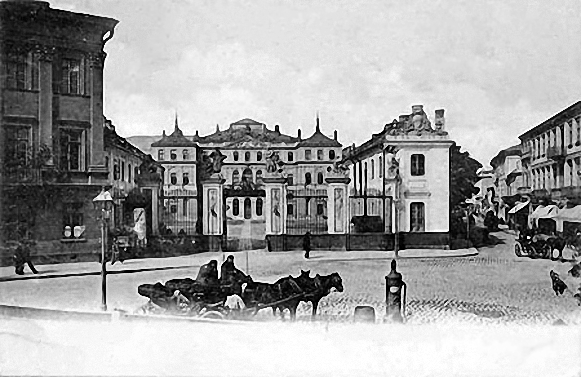
Pierwsza siedziba przedstawicielstwa Francji w pałacu Brühla (od 1809)

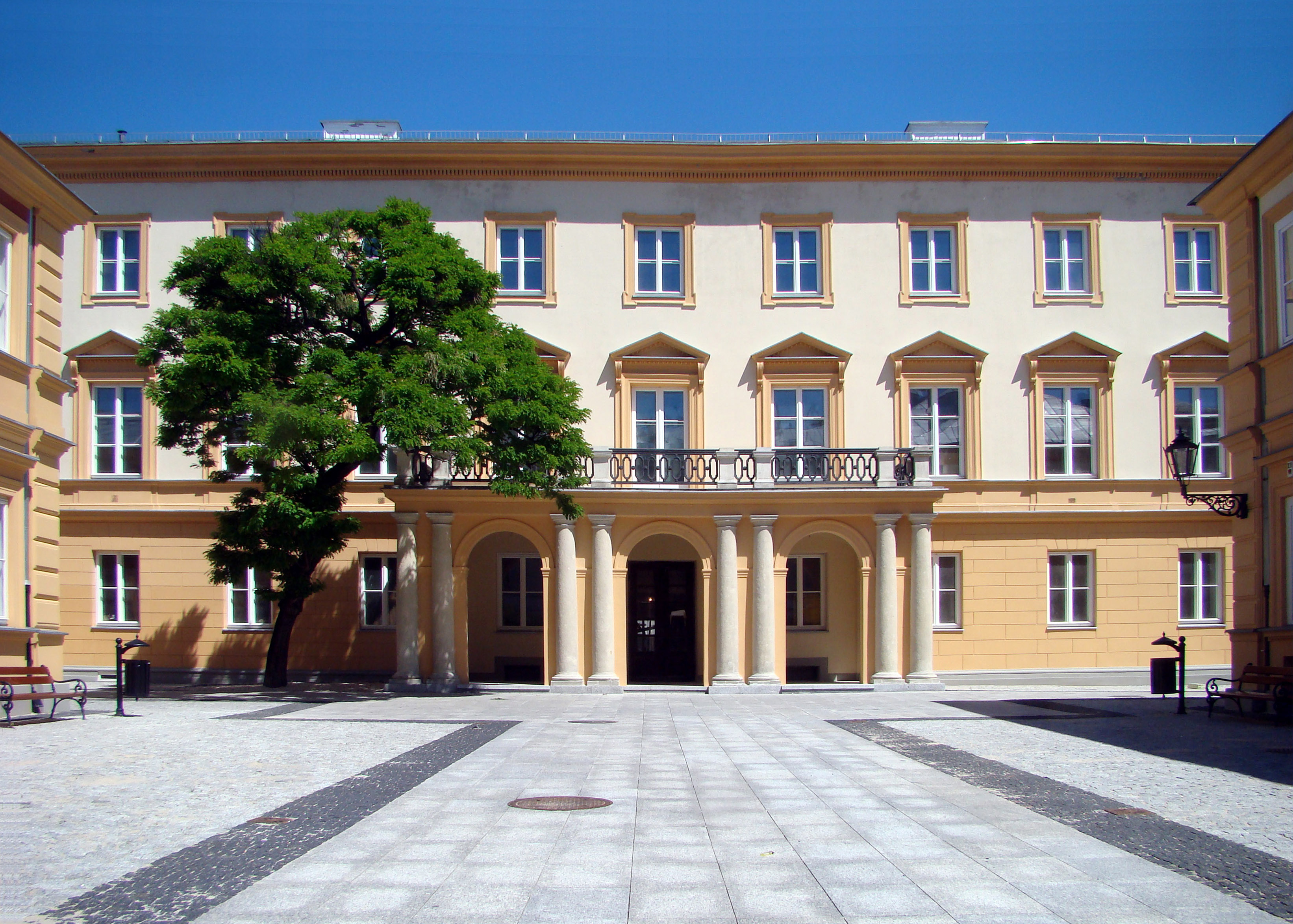
Pałac Branickich – b. siedziba Konsulatu Generalnego Francji w Warszawie przy ul. Nowy Świat (1829)

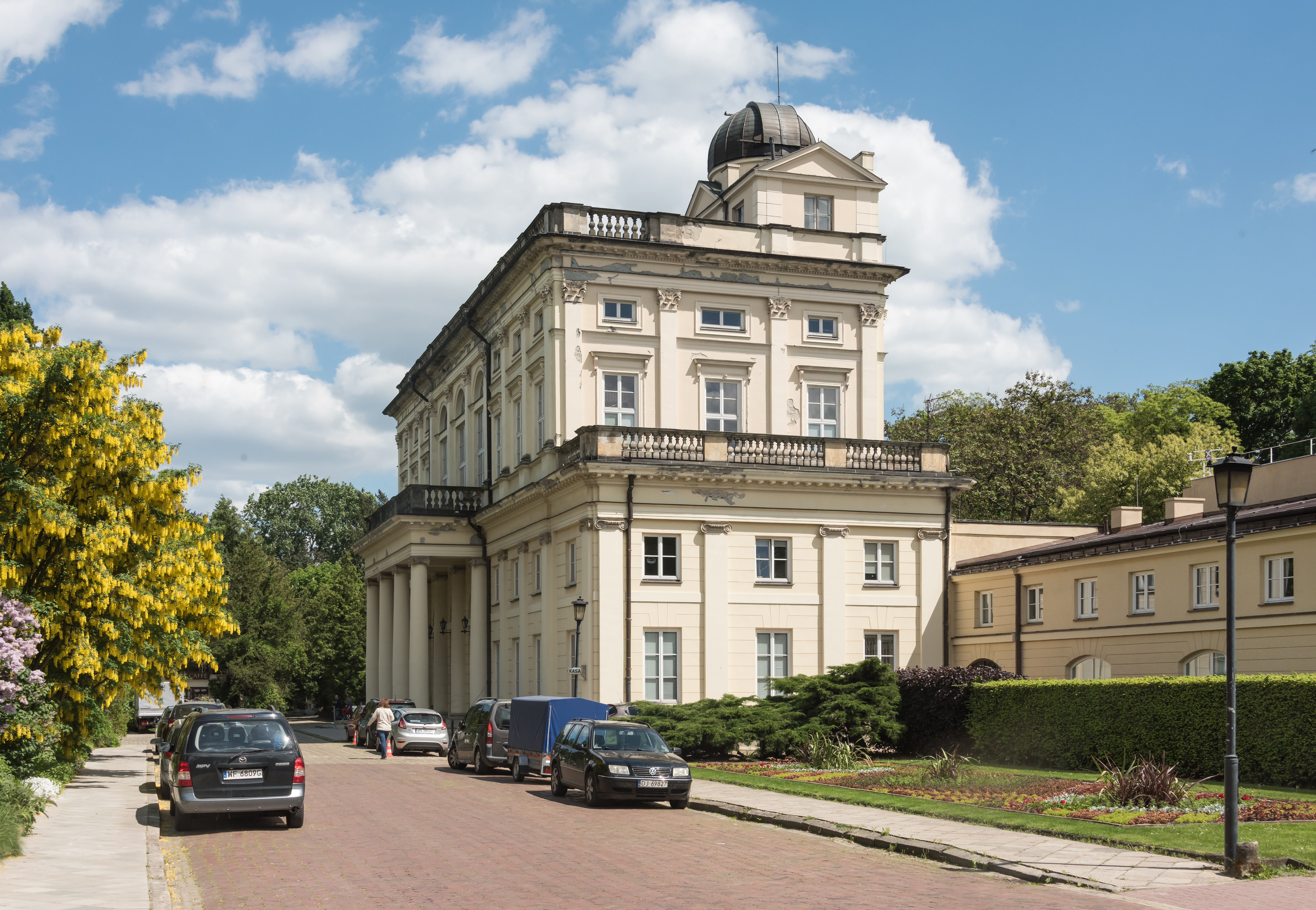
Budynek Konsulatu Generalnego Francji w Al. Ujazdowskich, obecnej siedziby Obserwatorium Astronomicznego i Ogrodu Botanicznego Uniwersytetu Warszawskiego (1909)

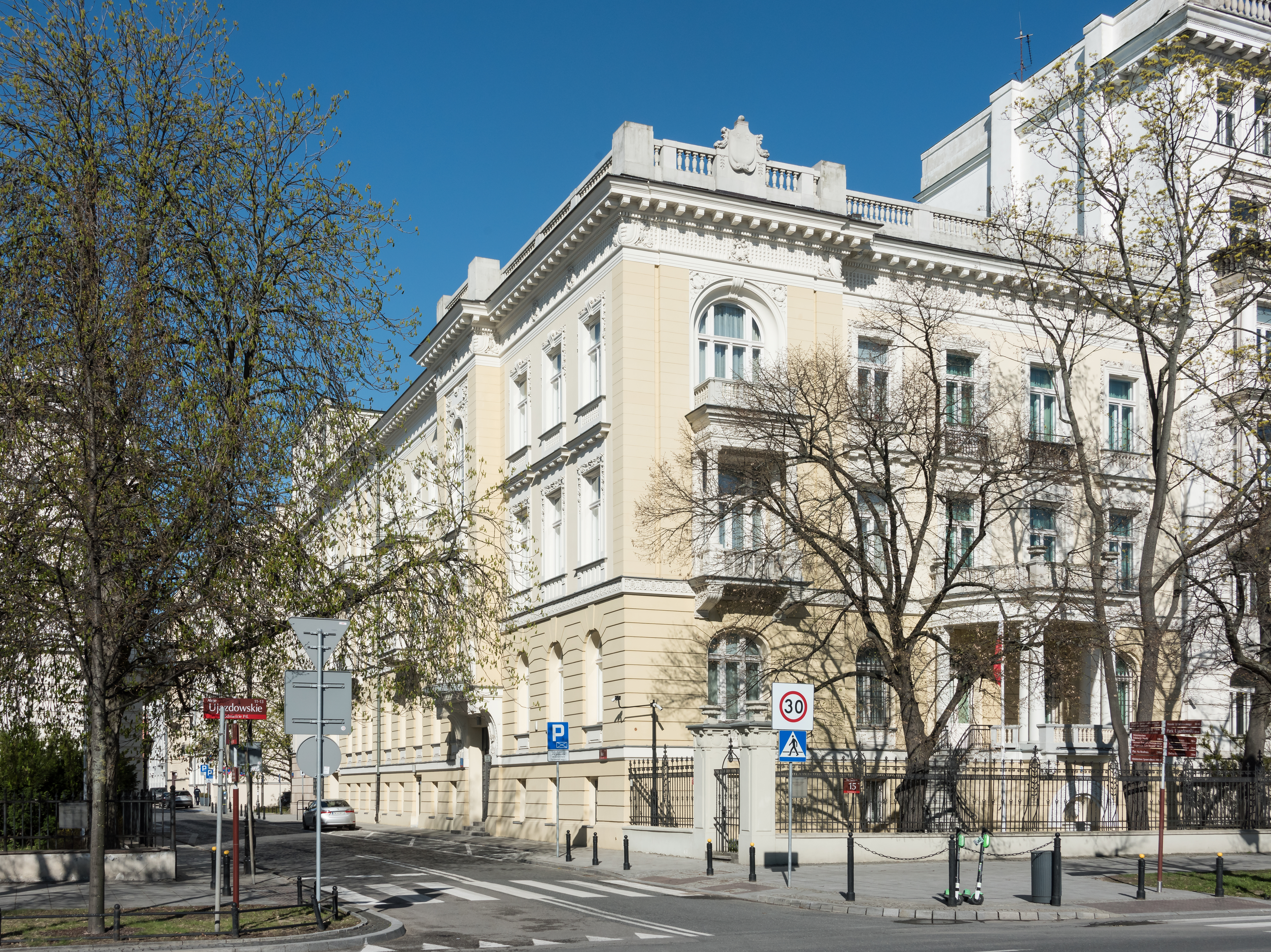
Przedwojenna siedziba Ambasady Francji w domu Szelechowa w Al. Ujazdowskich 15/Al. Róż 2 (1918–1936)

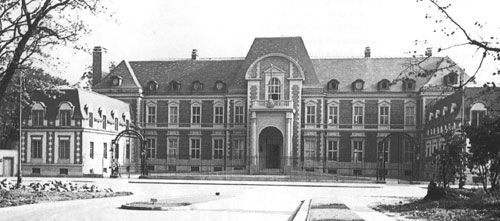
Przedwojenna siedziba Ambasady Francji w pałacu Branickich przy ul. Frascati (1936–1939), zniszczony w okresie II wojny światowej, nieodbudowany

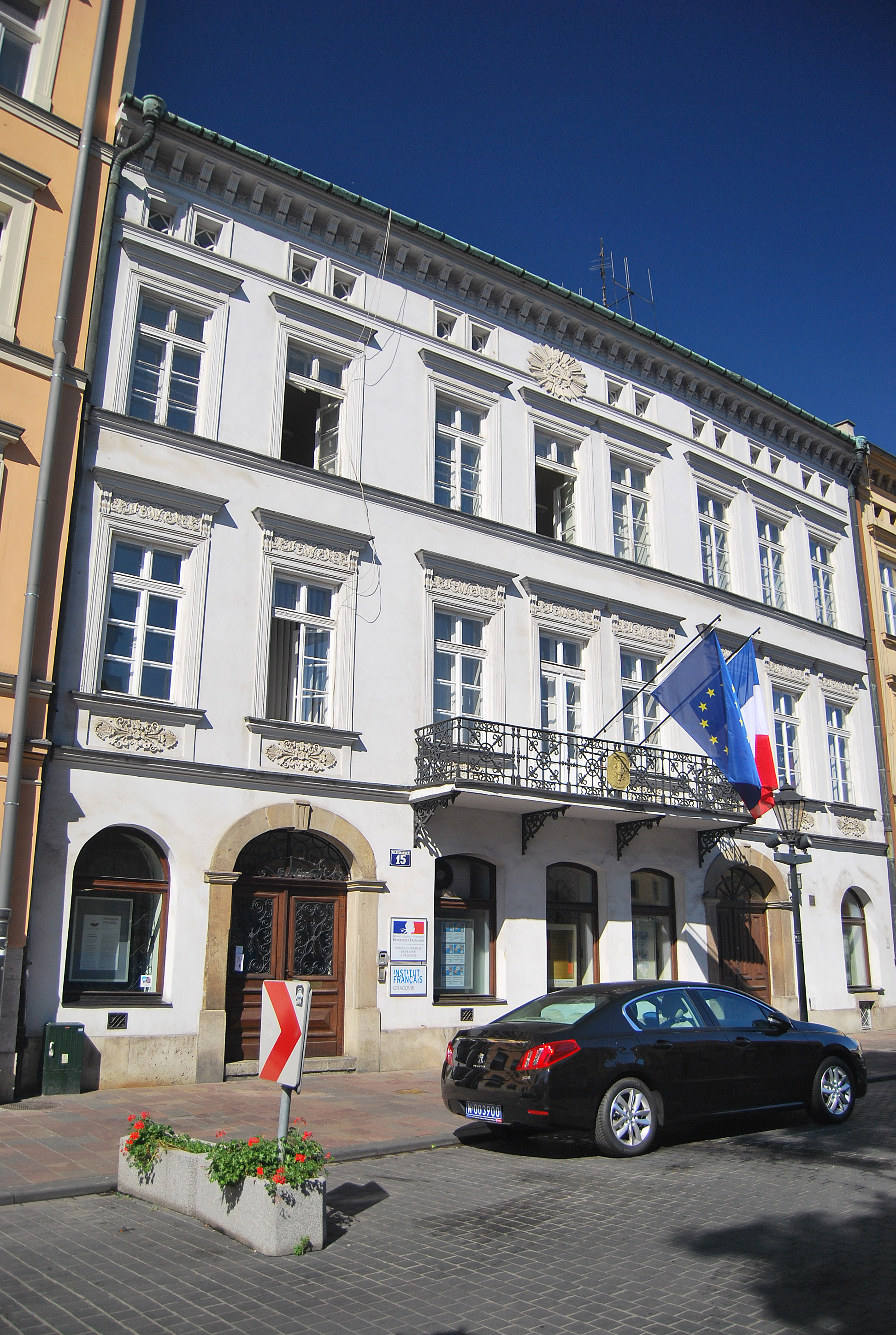
Konsulat Generalny Republiki Francuskiej w Krakowie przy ul. Stolarskiej 15 (1984-)

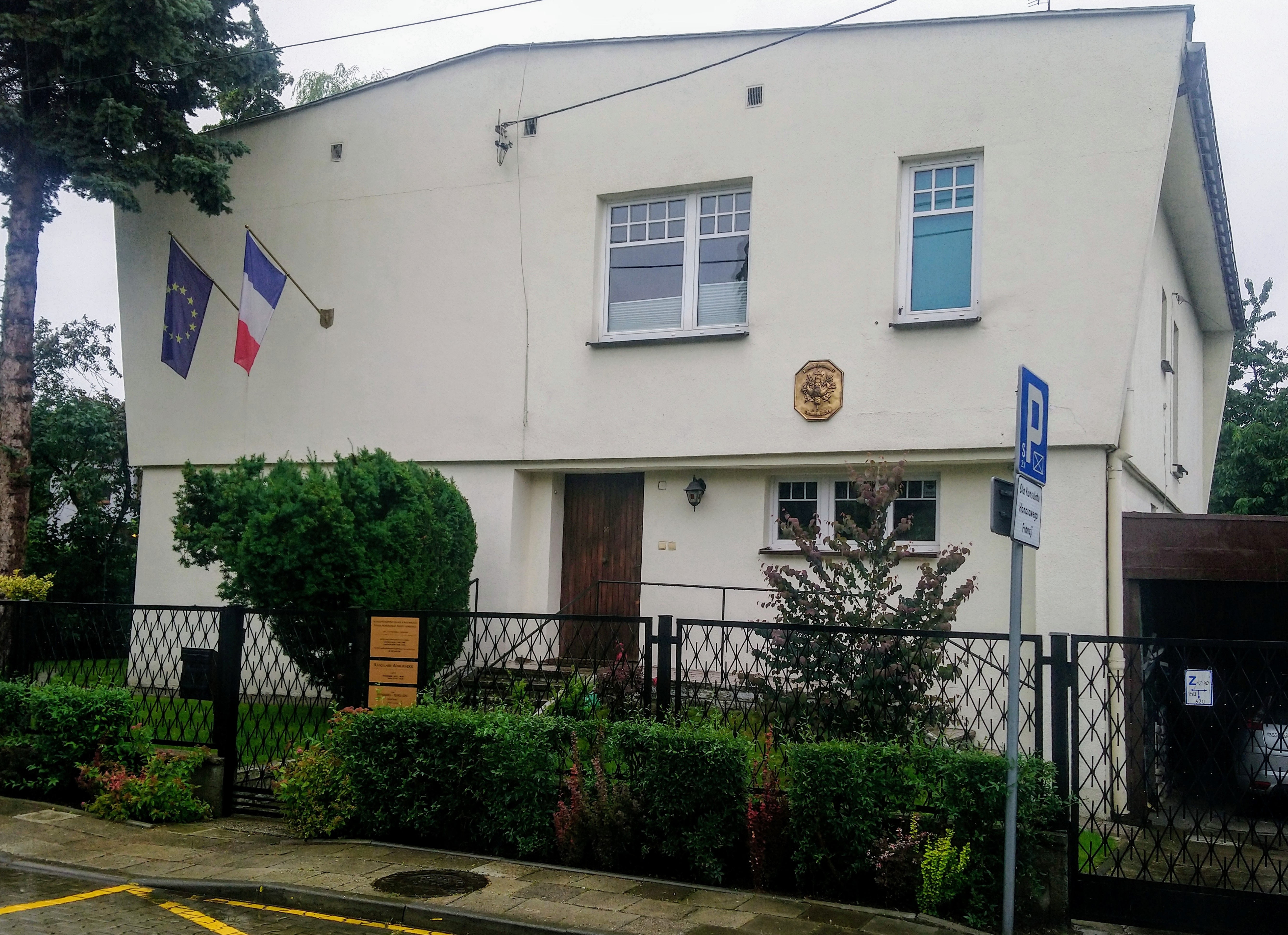
Konsulat Honorowy Republiki Francuskiej w Katowicach

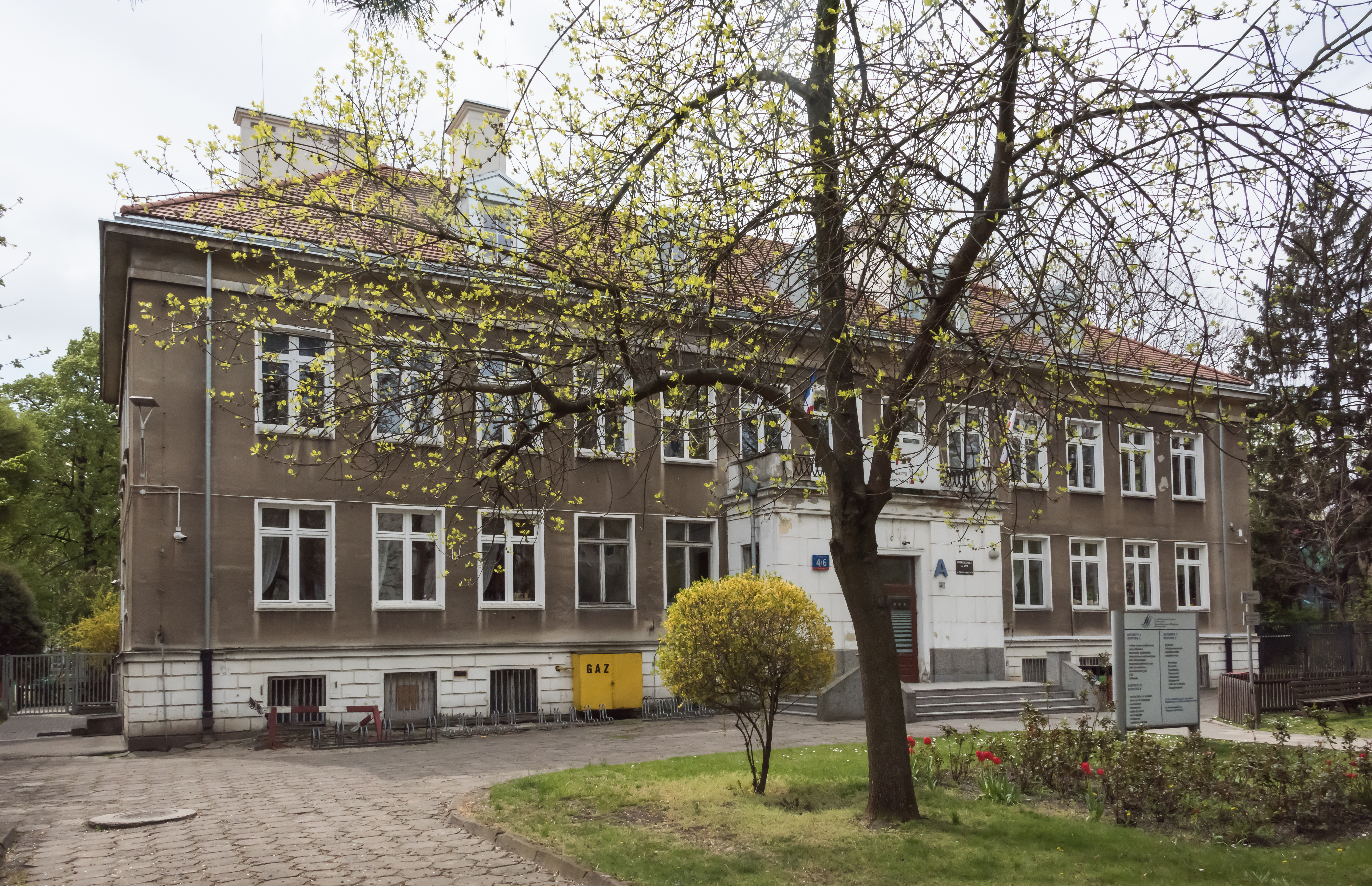
Liceum Francuskie Ambasady Francuskiej przy ul. Walecznych

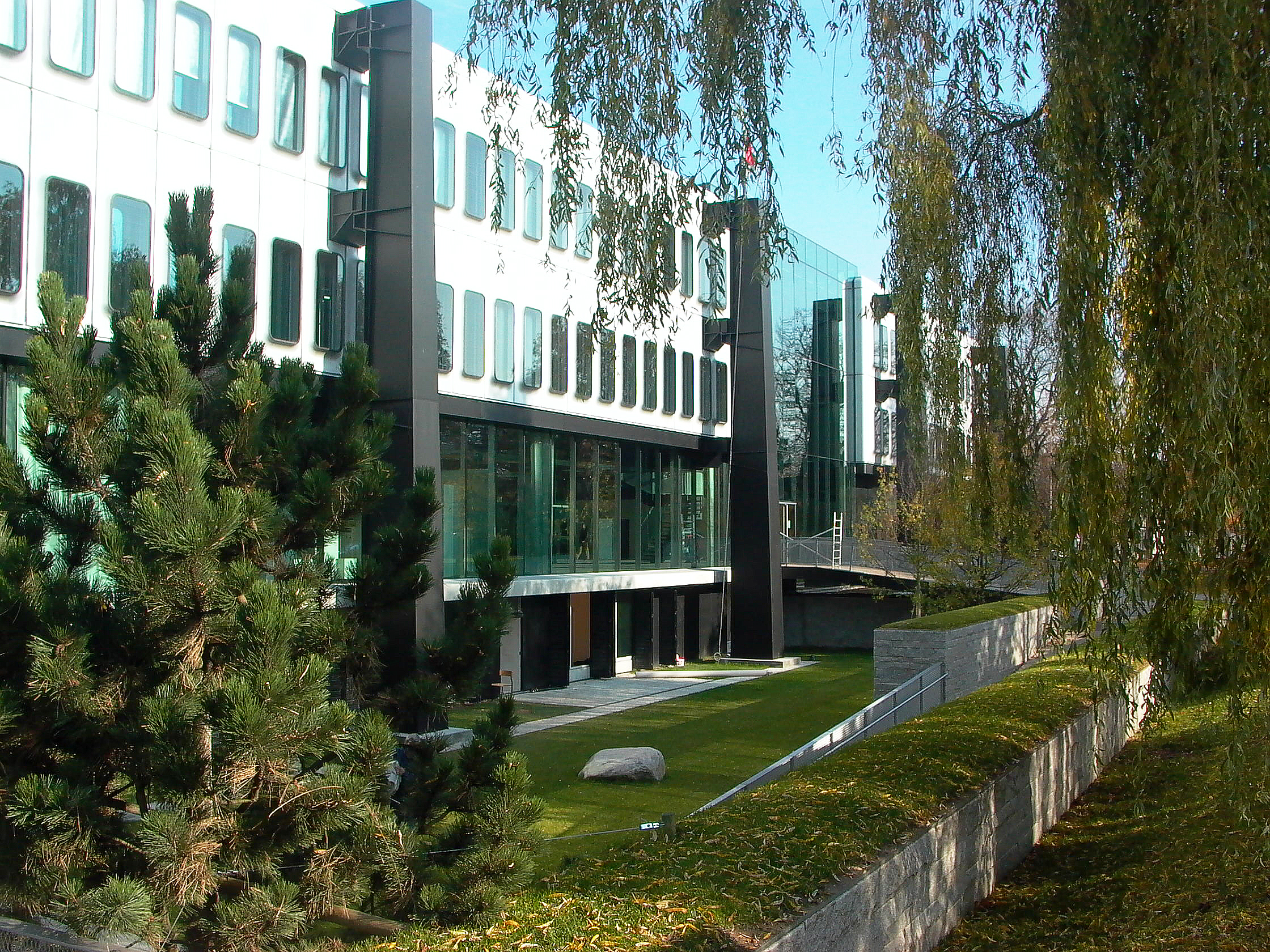
Ambasada Francji w Warszawie przy ul. Pięknej 1 w awangardowym, modernistycznym budynku z 1971 autorstwa architekta Bernarda Zehrfussa. Pośrodku między bryłami budynku istniał jedyny w Polsce stalowy dach wiszący w powietrzu na linach, który zlikwidowano przy okazji remontu w 2004.

Ambasada Francji w Warszawie, Ambasada Republiki Francuskiej (fr. Ambassade de France à Varsovie) – francuska placówka dyplomatyczna w Polsce, mieszcząca się w Warszawie przy ul. Pięknej 1, pomiędzy ulicami Jazdów i Johna Lennona.

## Podział organizacyjny
- Kancelaria dyplomatyczna (Chancellerie)
- Dział konsularny (Section consulaire)
- Dział prasowy (Service de presse)
- Dział współpracy kulturalnej (Service de coopération et d’action culturelle) - Instytut Francuski w Polsce
  - Instytut Francuski w Warszawie (Institut français de Varsovie), ul. Widok 12
    - Centrum Informacji Francuskiej (Le Centre d’Information sur la France)

  - Instytut Francuski w Krakowie (Institut français de Cracovie), ul. Stolarska 15
- Dział spraw społecznych (Service du Conseiller pour les Affaires sociales)
- Regionalny dział ekonomiczny (Service économique régional)
- Misja ekonomiczna Business France (Mission économique Business France)
- Attaché Obrony (Attaché de défense)
- Delegatura Biura ds. międzynarodowej współpracy technicznej policji (Service de coopération technique internationale de police – SCTIP)
- Dział administracyjny i finansowy (Service administratif et financier)
- Liceum Francuskie w Warszawie (Lycée français René-Goscinny de Varsovie), ul. Walecznych 4/6 (1919)
- Konsulat Generalny Republiki Francuskiej w Krakowie (Consulat général de France à Cracovie), ul. Stolarska 15

## Siedziba

### Po I wojnie światowej
Po I wojnie światowej, po nawiązaniu stosunków dyplomatycznych w 1919, rozpoczęło swą pracę poselstwo, mając kilka kolejnych lokalizacji – w willi Wernickiego w Al. Ujazdowskich 31 (1919–1928), od 1924 w randze ambasady, oraz w pałacu Lesserów w Al. Ujazdowskich 6a/ul. Pięknej 10 (lata 20. XX w.), w domu Szelechowa w Al. Ujazdowskich 15 róg al. Róż 2 (1928–1936), w latach 1936–1939 w pałacu Branickich, tzw. Czerwonym Pałacu z 1887 (proj. Leandro Marconi) przy ul. Frascati 22, zburzony w okresie II wojny światowej, obecnie nie istnieje.
W okresie wojny polsko-bolszewickiej, w sytuacji zagrożenia zajęcia Warszawy, personel poselstwa był ewakuowany okresowo (od początku sierpnia 1920) do Poznania.
Biuro Radcy Handlowego urzędowało przy ul. Foksal 11 (1923–1935).
Instytut Francuski był usytuowany w Pałacu Staszica przy ul. Nowy Świat 72 (1925–1939).
Francja utrzymywała też konsulaty:
- w Warszawie: w al. Róż 2 (1923[7]–1938),
- Gdyni: przy ul. 10-go Lutego/Sienkiewicza 36 (1938),
- Katowicach: przy ul. 3 Maja 23 (1923–1939),
- Krakowie: przy ul. Pawiej 3, w pałacyku Jutkiewiczów z 1893 (proj. Wandalina Beringera) przy ul. Potockiego 9[8], w kamienicy z 1912 przy ul. Studenckiej 1 róg ul. Podwale 4 (1938),
- Lwowie (1923-1939): przy ul. Czarnieckiego 4, ob. Винниченка/Wynnyczenka (1928–1939)[9],
- Łodzi: w al. Kościuszki 3 (agencja konsularna) (1928–1938),
- Poznaniu: przy ul. Wielkie Garbary 4 (1928), przy Wałach Wazów 15 (1938),
- Toruniu: w budynku z 1896 (proj. Carl Gustaw Wilhelm Walter)[10] przy ul. Bydgoskiej 34 (1920-1922), w kamienicy z 1888 przy ul. Mostowej 28 (obecnie nr 30) (1922–1939),

Samodzielną strukturą, organizacyjnie poza ambasadą, była Francuska Misja Wojskowa (1919–1932), początkowo z siedzibą w hotelu Europejskim przy ul. Krakowskie Przedmieście 13 (1919), następnie w pałacu Raczyńskich przy ul. Krakowskie Przedmieście 5 oraz w hotelu Narodowym w al. Jerozolimskich 47 (1924–1925).

### Po II wojnie światowej
Stosunki dyplomatyczne reaktywowano w 1944, najpierw na szczeblu przedstawicieli politycznych, delegatów, a od 1945 ambasadorów. W latach 1945–1971 ambasada mieściła się m.in. przy ul. Poselskiej 21 (1945), ul. Zakopiańskiej 9c (1948–1971). Na początku lat 60. planowano zbudować ambasadę w miejscu spalonego w 1939 pałacu Kronenberga i Teatru Żydowskiego na rogu pl. Małachowskiego z ówczesnym pl. Zwycięstwa, lecz do tego nie doszło i ostatecznie w tym miejscu powstał hotel Sofitel Victoria. Obecny budynek przy ul. Pięknej 1 zbudowano w stylu awangardowego modernizmu z odlewami aluminiowymi na fasadzie pomysłu arch. Jeana Prouvé i ze stalowym dachem wiszącym w powietrzu na linach w latach 1967–1971 (arch. Bernard Zehrfuss, Henry Bernard i Guillaume Gillet). W ceremonii wmurowania kamienia węgielnego w 1967 wziął udział gen. Charles de Gaulle. W latach 2001–2004 przeprowadzono w budynku ambasady prace renowacyjne (arch. Jean Philippe Pargade i Roman Gal). W tym czasie ambasada miała tymczasową siedzibę przy ul. Puławskiej 17.
Biuro Radcy Handlowego znajdowało się m.in. przy ul. Zwycięzców 16 (1945–1948), ul. Szczuczyńskiej 6 (1951), ul. Dąbrowieckiej 21 (1955–1966), rezydencja ambasadora w willi rodziny Rotsteinów z 1938 (proj. Lucjan Korngold) przy ul. Krynicznej 6 (1945–1948), ul. Miedzeszyńskiej 94 (1948–1966), oraz w pierwszych latach powojennych Biuro Rewindykacji przy ul. Francuskiej 15 oraz Misja Poszukiwawcza przy ul. Krynicznej.
Instytut Francuski tuż po wojnie mieścił się w odbudowanym skrzydle domu w Al. Jerozolimskich 32, po wznowieniu działalności w latach 1967–1968 w al. Wyzwolenia 14, a w latach 70., 80. i 90. (1990) na ul. Świętokrzyskiej 36. Połączony z utworzonym na fali przemian politycznych i społecznych z Francuskim Ośrodkiem Kształcenia i Informacji Kadr (CEFFIC), od 1994 do września 2009 Instytut Francuski miał siedzibę w budynku dawnego Banku Landaua, na ul. Senatorskiej 38. Od 28 września 2009, Instytut znajduje się przy ul. Widok 12.
Od 1961 Francja utrzymywała też w Polsce wymieniony powyżej Francuski Ośrodek Dokumentacji Naukowo-Technicznej (Centre de documentation française scientifique), który następnie zmienił nazwę na Ośrodek Francuskiej Dokumentacji Technicznej przy ul. Marszałkowskiej 77–79 (1972–1990) wraz z filiami – w Gdańsku, w Domu Technika NOT przy ul. Rajskiej 6 (1975–) i w Katowicach, w Domu Technika NOT przy ul. Podgórnej 4 ([1968]–1990).
Funkcjonowały/funkcjonują też konsulaty:
- w Krakowie (Konsulat Generalny): przy ul. Karmelickiej 9 (1946), ul. Kapucyńskiej 5, w bud. z 1889 przy ul. Krupniczej 5 (lata 50. i 60. XX w.), w Kamienicy pod Opatrznością z XIV w. przy ul. Stolarskiej 15 (1984–)

- Gdańsku/Gdyni (1945-1990): w Gdańsku przy ul. Pięknej 16 (1945), następnie w Gdyni przy ul. Starowiejskiej 37-2, ul. I Armii WP (1946) oraz przy skwerze Kościuszki (1948)[22]; w Gdańsku przy ul. Rokossowskiego 21/ul. Konarskiego 1 (1947–1975)[23], agencja konsularna w Gdańsku w wieżowcu Zieleniak przy Wałach Piastowskich 1 (1980[24]–1990)

- Szczecinie (1946–1951): początkowo w hotelu Continental przy ul. 3 Maja 1, następnie w willi rodziny armatorskiej Eduarda Gribelsa przy ul. Wielkopolskiej 19[25]
- Warszawie: przy ul. Zakopiańskiej 14 (1945–1948), ul. Szczuczyńskiej 6 (1950), ul. Willowej 5 (1964–1966)
- Toruniu: przy ul. Mostowej 28 (obecnie nr 30) (1945–1947)